# 노가와촌
노가와촌(直川村)은 와카야마현 가이소군에 있던 촌이다. 현재의 와카야마시에 해당한다.

## 역사
- 1889년 4월 1일 - 정촌제 시행에 의해 나구사군 노가와촌이 성립하였다.
- 1896년 4월 1일 - 아마군, 나구사군과 합병해 가이소군이 되었다.
- 1958년 4월 1일 - 와카야마시에 편입해, 동일 노가와촌은 폐지되었다.

## 교통

### 철도
서일본 여객철도 한와선이 횡단하지만 역은 없다. 가장 가까운 역은 서쪽 옆의 무소타역이다.

### 도로
- 한와 자동차도